# USADSB
USADSB er det andet studiealbum fra den danske rockgruppe Nephew. Det blev udgivet den 30. juni 2004 på Copenhagen Records, og blev bandets gennembrudsalbum med hits som "Movie Klip", "En Wannabe Darth Vader", "Superliga" og "Ordenspoliti". Albummets oprindelige titel var Rock min cocktail ifølge musikmagasinet Gaffa. Ved Danish Music Awards 2005 modtog Nephew priserne for Årets danske album, Årets danske gruppe, Årets danske hit (for "Movie Klip"), Årets danske rock udgivelse, og Årets danske musikvideo (for "Superliga").
USADSB var det tiende bedst sælgende i 00'erne ifølge IFPI Danmark, med over 110.000 solgte eksemplarer.

## Spor
Alt musik er skrevet af Nephew; alt tekst er skrevet af Simon Kvamm.
1. "Movie Klip"
2. "Superliga"
3. "Blå & Black"
4. "Milk and Wine"
5. "Dårlig Træning"
6. "En Wannabe Darth Vader"
7. "Worst/Best Case Scenario"
8. "Ordenspoliti"
9. "USA DSB"
10. "Bazooka"